# Danone
Danone là trụ sở của một công ty thực phẩm đa quốc gia của Pháp tại Paris. Công ty được niêm yết trên Sàn giao dịch chứng khoán Paris Euronext, nơi nó được đưa vào chỉ số thị trường chứng khoán CAC 40.
Trong những năm qua, công ty đã phát triển xung quanh bốn lĩnh vực: sữa tươi và các sản phẩm từ thực vật, nước đóng chai, dinh dưỡng y tế và dinh dưỡng cho trẻ sơ sinh.